# Karl Popp (Ingenieur)
Karl Popp (* 14. August 1942 in Regensburg; † 24. April 2005)  war ein deutscher Ingenieur, Forscher und Hochschullehrer.

## Leben
Popp studierte Maschinenbau in Regensburg und an der Technischen Universität München, wo er 1972 auch zum Dr.-Ing. promoviert wurde und sich nach einem Aufenthalt in den USA 1978 habilitierte. Im Jahr 1981 wurde er als Professor für Mechanik der Systeme an die Universität Hannover berufen und übernahm dort 1985 die Professur für Mechanik B. Bis zum Jahr 2005 war er an der Universität Dekan des Fachbereichs Maschinenbau. Zudem wurde ihm im September 2004 von der Tongji-Universität in China der Titel eines „Advisory Professor“ (Prof. E. h.) verliehen.
Popp publizierte u. a. zu Themen der linearen wie nichtlinearen Maschinen-, System- und Fahrzeug-Dynamik, zu chaotischen Bewegungen, zu Reibungsphänomenen sowie zur Mechatronik.
Mit Franz Otto Kopp und Erwin Stein war er an der Rekonstruktion der Leibnizschen Vierspezies-Rechenmaschine beteiligt.
Karl Popp war ab 1969 mit Brigitte Popp, geborene Sichart von Sichartshofen, verheiratet, lebte in Neustadt und hatte drei Kinder (Felix, Hannes und Kristin).

## Veröffentlichungen (Auswahl)
- mit Werner Schiehlen: Fahrzeugdynamik. Eine Einführung in die Dynamik des Systems Fahrzeug – Fahrweg, (1. Aufl.1993), 3. erweiterte und neu bearbeitete Auflage im Fachbuchverlag Leipzig im Carl Hanser Verlag, 2007, ISBN 978-3-446-40599-8
- mit Bodo Heimann, Wilfried Gerth: Mechatronik: Komponenten – Methoden – Beispiele, Carl Hanser Verlag, 1997, ISBN 978-3-446-18719-1
- mit Kurt Magnus, Walter Sextro: Schwingungen: Eine Einführung in die physikalischen Grundlagen und die theoretische Behandlung von Schwingungsproblemen, Teubner Verlag, Wiesbaden 2002, ISBN 978-3-519-42301-0
- mit Werner Schiehlen: Ground vehicle dynamics, Springer-Verlag, Berlin/Heidelberg 2003, ISBN 978-3-540-24038-9.